# 1300 en santé et médecine
| Années de la santé et de la médecine : 1297 - 1298 - 1299 - 1300 - 1301 - 1302 - 1303    |
| Décennies de la santé et de la médecine : 1270 - 1280 - 1290 - 1300 - 1310 - 1320 - 1330 |

Cet article présente les faits marquants de l'année 1300 en santé et médecine.

## Événements

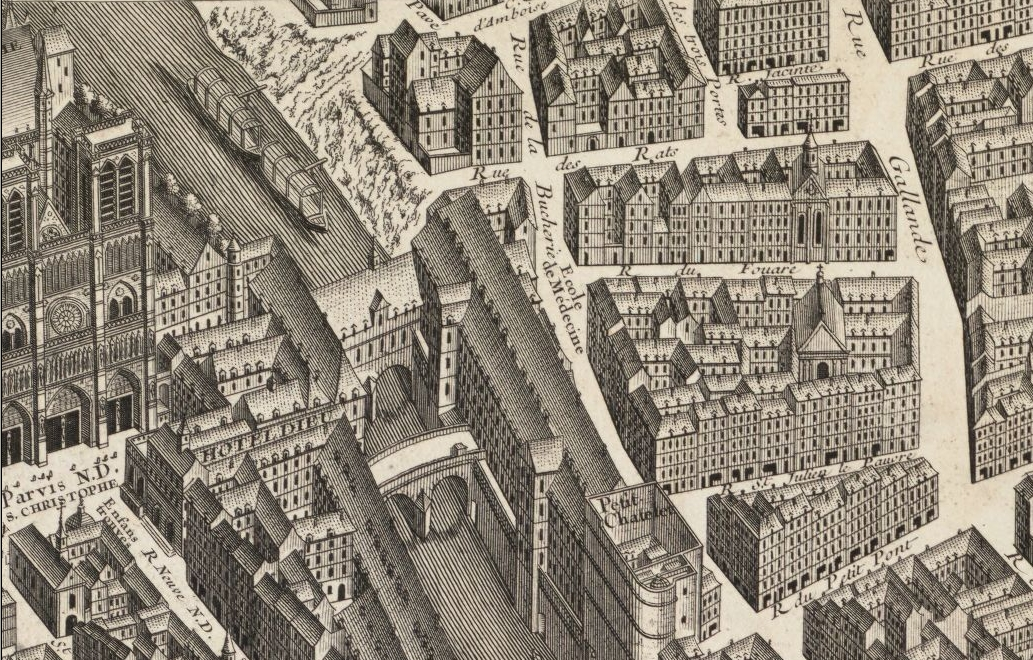
L'école de médecine
et la rue du Fouarre
sur le plan de Turgot en 1739 en santé et médecine

- 7 avril : l'hôpital Saint-Nicolas de Langres, jusqu'alors tenu par des chanoines augustins, est attribué aux Templiers par le pape Boniface VIII.
- Fondation de l'hospice de Laroquebrou, en Auvergne[1].
- L'hôtel-Dieu de Beauvais, en Picardie, est transféré du faubourg Gaillon dans l'intérieur de la ville[2],[3].
- La rue des Escholes, à Paris, où s'est primitivement installée la faculté de médecine, prend le nom de « rue au Feurre à cause de la paille ou « feurre » sur laquelle s'assey[ent] les étudiants[4] ».
- 1299-1300 : le pape Boniface VIII fulmine la bulle Detestande feritatis par laquelle, en rétablissant le droit de disséquer le corps humain, il le réserve aux médecins de Rome et de Bologne et condamne, non pas la dissection ou l'autopsie, mais la pratique qui consiste à démembrer les cadavres et à en séparer les os et les chairs par ébullition pour en faciliter le transport vers le lieu d'inhumation[5],[6].

## Publication
- Arnaud de Villeneuve dédie ses Medicationis parabole au roi de France Philippe IV le Bel[7].

## Naissances
- Vers 1300 : Barnabas de Reggio (mort vers 1365), médecin italien, auteur d'un régime de santé (Libellus de sanitate tuenda), et d'un dictionnaire des aliments (Compendium de naturis et proprietatibus alimentorum), ce dernier, achevé en 1338[8].
- Vers 1300 : David Bonjorn del Barri (en) (mort probablement avant 1361), astronome juif catalan, auteur du Kelal Qatan, abrégé d'astrologie appliquée à la médecine[9].
- Vers 1300[10] : Ibn Hatima (mort après 1368[11], probablement en 1369[10]), poète et médecin arabo-andalou, auteur d'un important témoignage sur la peste noire en Espagne musulmane, le Taḥṣīl ġaraḍ al-qāṣid fī tafṣīl al-maraḍ al-wāfid (« Réponse à la demande de qui désire étudier la maladie venue d'ailleurs[11] »).
- Vers 1300 : Jean de Mandeville (mort en 1372), médecin et voyageur d'origine anglaise, auteur du Livre des merveilles du monde.

## Décès
- David ben Abraham Maïmonide (né en 1222 ou 1223), médecin, chef religieux de la communauté juive d’Égypte, petit-fils de Moïse Maïmonide[12].